# موزه آپولونیا
موزه آپولونیا (انگلیسی: Apollonia Museum) که همچنین به عنوان موزه سوسا شناخته می‌شود نام یک موزه در سوسا لیبی است.